# Falkenstein
Falkenstein osztrák mezőváros Alsó-Ausztria Mistelbachi járásában. 2021 januárjában 488 lakosa volt. 

## Elhelyezkedése

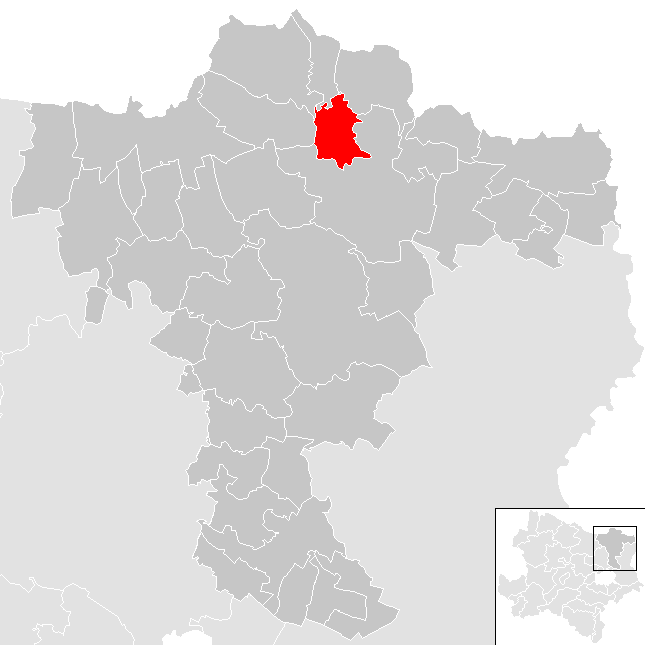
Falkenstein a Mistelbachi járásban

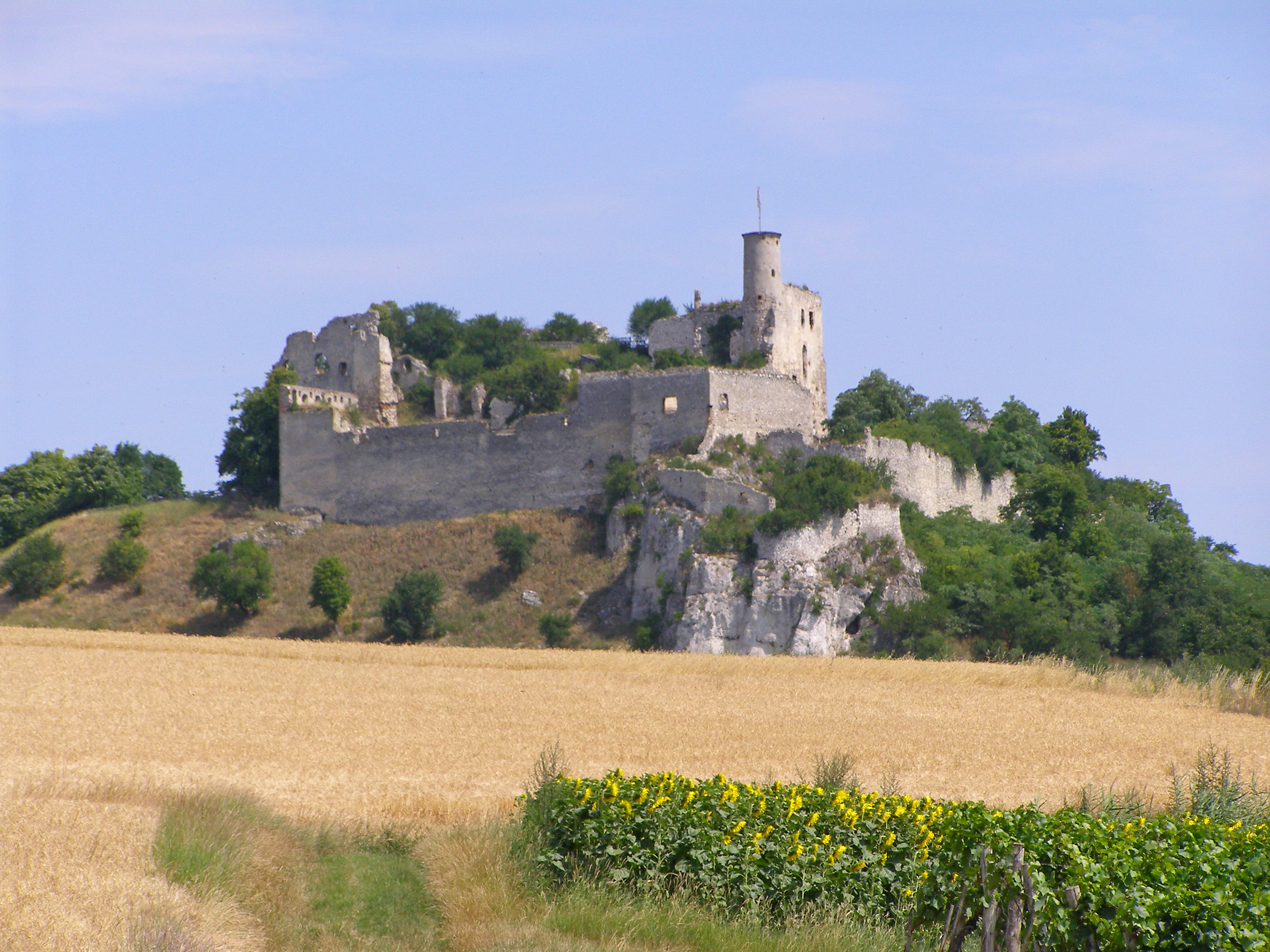
Falkenstein vára

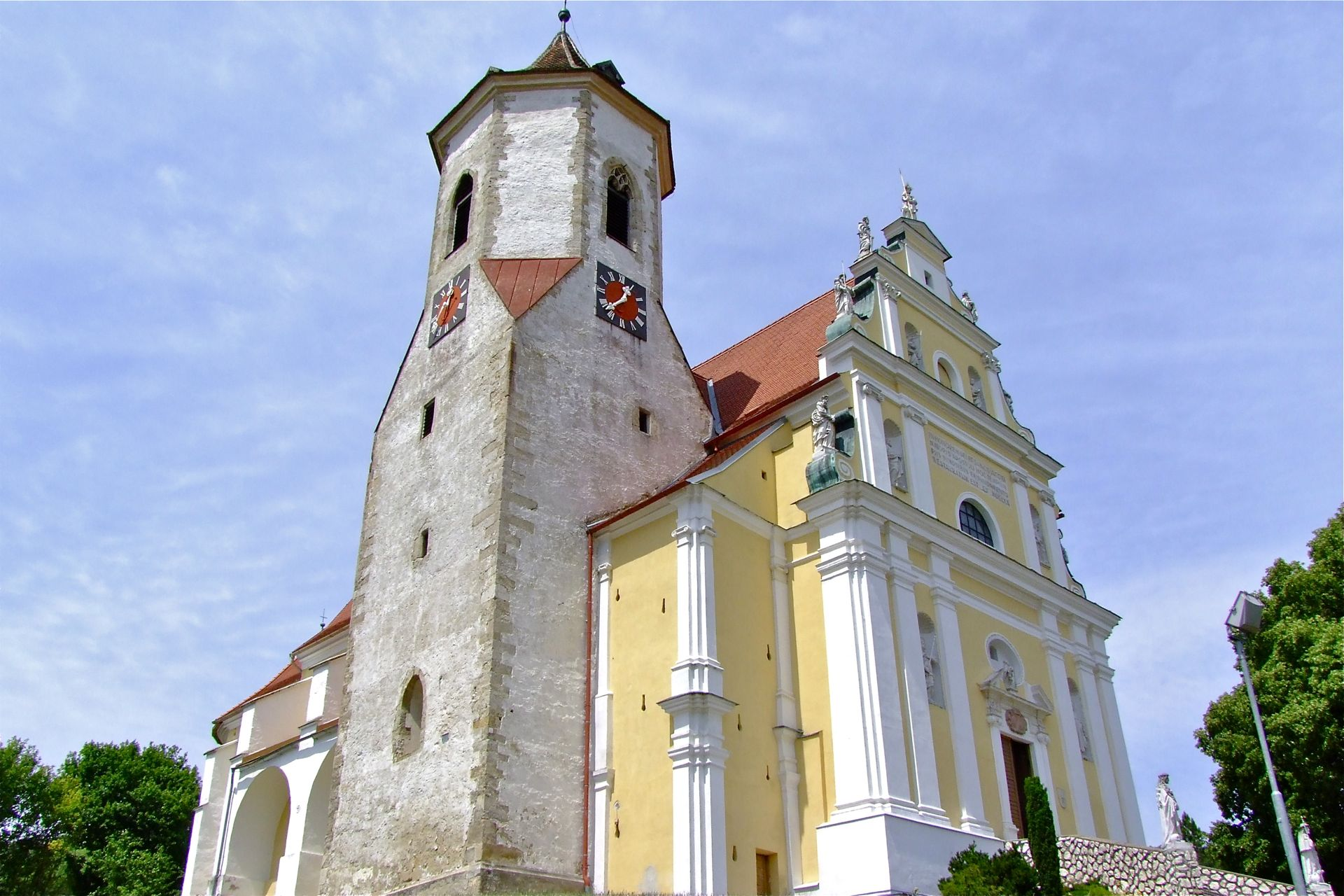
A Szt. Jakab-plébániatemplom

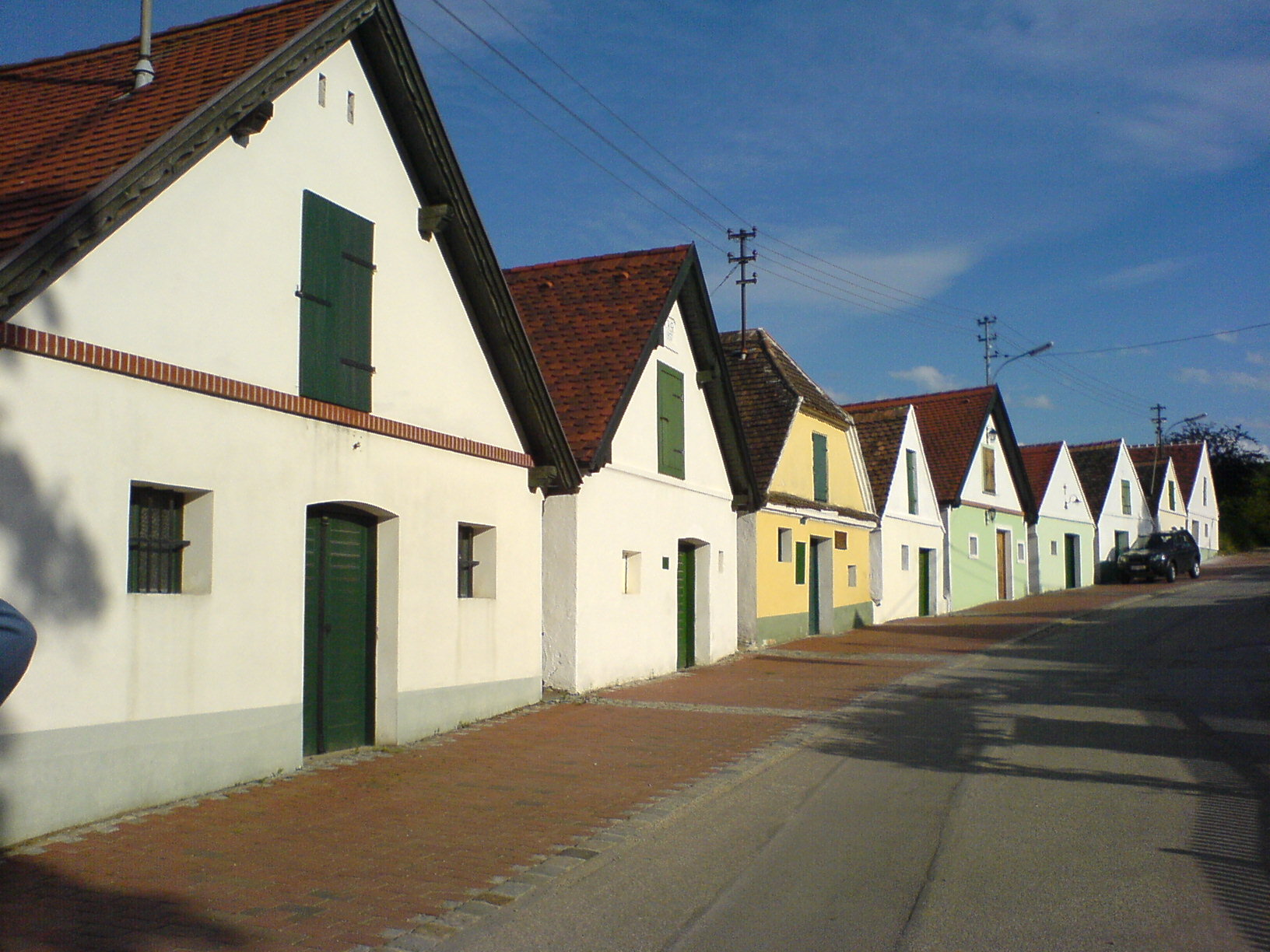
Falkensteini pincesor

Falkenstein a tartomány Weinviertel régiójában fekszik a Weinvierteli-dombságon. Legmagasabb pontja a 425 méteres Galgenberg. Területének 59,4%-a erdő, 27,8% áll mezőgazdasági művelés alatt. Az önkormányzathoz egyetlen település, illetve katasztrális község tartozik. 
A környező önkormányzatok: északra Ottenthal, északkeletre Drasenhofen, délre Poysdorf, nyugatra Neudorf im Weinviertel, északnyugatra Wildendürnbach.

## Története
A várhegyen újkőkori, bronz- és kora vaskori települések nyomait tárták fel a régészek, ezek közül volt amelyet meg is erődítettek. Itt találták a lengyeli kultúrához köthető falkensteini Vénuszt, egy i. e. 4500-ból származó festett szobrocskát. 
Falkenstein várát és a falut a bajor Falkenstein-Neuburg grófok (nevüket a bajorországi Ober-Falkenstein váráról kapták) alapították 1050 körül és először egy 1120/22-es oklevélben említik őket. A vár a 16. századig uradalmi központ volt. A falu gazdaságában jelentős szerepet játszott a szőlőtermesztés és Falkensteinben volt a Bécs és Brünn közötti régió borászati ügyeiben illetékes hegybíróság (Weinberggericht) központja is. 1513-ban I. Miksa császár mezővárosi jogokat adományozott Falkensteinnek. 
A várat és az uradalmat 1571-ben a tiroli Trautson-család szerezte meg. 1598-ban Paul Sixtus von Trautsont II. Rudolf császár birodalmi grófi rangra emelte. Ő volt az aki a várat ezután reneszánsz stílusban jelentősen kibővítette. 1615-1620 között Paul Sixtus saját pénzverdét működtetett a várban. 1645-ben a svédek elfoglalták a várat. Ekkor még nem rombolták le, de a 17. század végén elhagyták és tulajdonosai más építkezéseken használták fel a köveit. A Trautsonok kihalása után a birtokot az Auersperg-család örökölte, akik 1799-ben eladták a Bartensteineknek. Az ő családi kriptájuk a templom mellett található. A 19. században a Vrints-család örökölte meg Falkensteint. 1860-ban Ferenc József grófi rangra emelte Maximilian Vrintset.
A második világháború végén a közeledő Vörös Hadsereg 1945. április 20-án és 21-én légitámadást intézett a mezőváros ellen, melynek során két lakos életét vesztette, 18 lakóház és gazdasági épület pedig leégett. 22-én a szovjetek ellenállás nélkül szállták meg a települést. 

## Lakosság
A falkensteini önkormányzat területén 2020 januárjában 488 fő élt. A lakosságszám 1910-ben érte el csúcspontját 928 fővel, azóta csökkenő tendenciát mutat. 2018-ban az ittlakók 93,4%-a volt osztrák állampolgár; a külföldiek közül 2,1% a régi (2004 előtti), 3% az új EU-tagállamokból érkezett, 1,5% pedig egyéb országok polgára volt. 2001-ben a lakosok 95,1%-a római katolikusnak, 4,3% pedig felekezeten kívülinek vallotta magát. Ugyanekkor 2 magyar élt a mezővárosban. 
A népesség változása:

| 2016 | 447 |
| 2018 | 457 |

## Látnivalók
- Falkenstein várának romjai
- a 16. századi későreneszánsz városháza
- a Szt. Jakab-plébániatemplom
- a középkori pellengér
- a régi pincesor, 65 présházzal és pincével

## Testvértelepülések
- Falkenstein im Bayerischen Wald (Németország)
- Blatnička (Csehország)

## Fordítás
- Ez a szócikk részben vagy egészben  a   Falkenstein (Niederösterreich) című német Wikipédia-szócikk ezen változatának fordításán alapul.  Az eredeti cikk szerkesztőit annak laptörténete sorolja fel. Ez a jelzés csupán a megfogalmazás eredetét és a szerzői jogokat jelzi, nem szolgál a cikkben szereplő információk forrásmegjelöléseként.